# Marstall (Potsdam)
Der Marstall ist ein Baudenkmal an der Breiten Straße in Potsdam. Errichtet im Jahr 1685 von Johann Arnold Nering im Stil des Barock als Orangerie, wurde er im Laufe der Geschichte mehrmals umgebaut und erweitert. Der ehemalige Reitpferdestall des Stadtschlosses ist das älteste erhaltene Gebäude der Stadt und beheimatet seit 1981 das Filmmuseum Potsdam.

## Beschreibung
Der Marstall ist ein langgestreckter eingeschossiger Barockbau mit einem aufgesetzten Halbgeschoss. Nach den klassischen Strömungen der französisch-holländischen Architektur des 17. Jahrhunderts prägen den Bau gleichmäßig gereihte bodentiefe rundbogige Fensterarkaden zwischen toskanischen Pilastern unter einem Triglyphenfries. Zur Ausgestaltung tragen zwei Risalite mit Halbsäulen, Attiken und die Skulpturengruppen der Rossebändiger bei, die auf die ursprüngliche Gebäudenutzung verweisen. Er ist das älteste Bauwerk im Zentrum Potsdams. und der einzige erhaltene Monumentalbau des
engeren Schlossbereichs.

## Geschichte

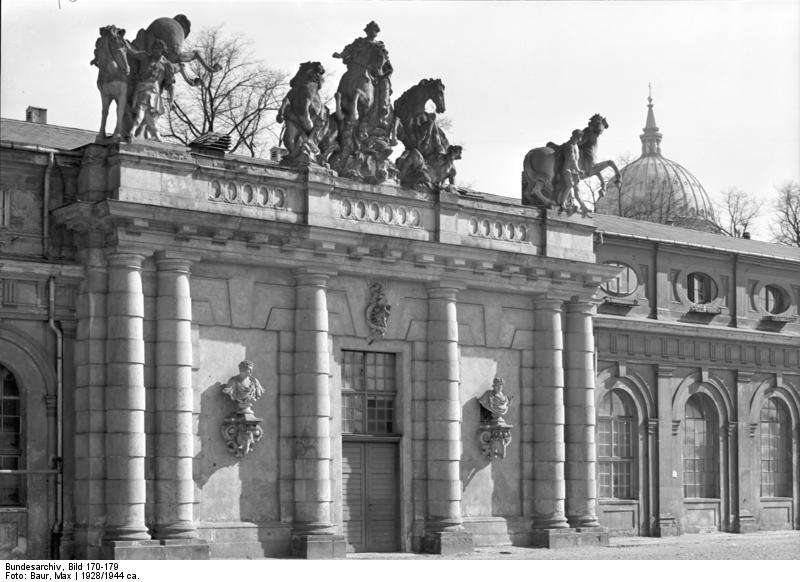
Portal des Marstalls, vor 1945

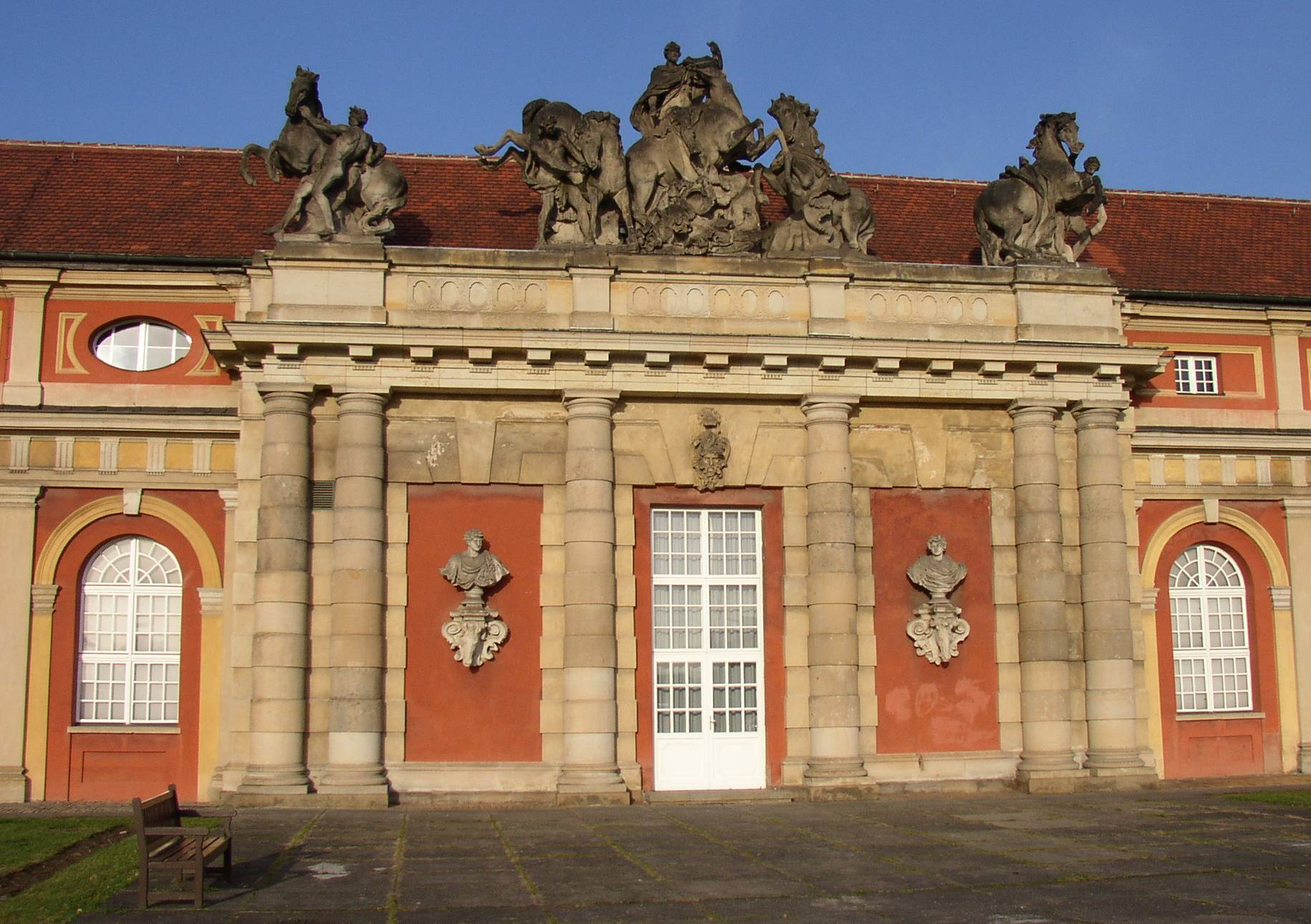
Portal des Marstalls mit Pferdengruppen des Bildhauers Friedrich Christian Glume

Im Jahr 1685 ließ der Große Kurfürst Friedrich Wilhelm durch Hofbaumeister Johann Arnold Nering im Stil der französisch-holländischen Architektur des 17. Jahrhunderts neben dem Stadtschloss eine Orangerie mit 13 Achsen, zwei einachsige Seiten- und einem dreiachsigen Mittelrisalit errichten. Diese war durch gleichmäßige bodentiefe rundbogige Fensterarkaden zwischen toskanischen Pilastern unter einem Triglyphenfries gegliedert. Sie erhielt einen nördlichen Heizgang für den Winter, der später auch bei den Neuen Kammern angewandt wurde. 
1714 ließ der Soldatenkönig Friedrich Wilhelm I. den westlichen Teil des Lustgartens in einen Exerzierplatz und die bisherige Orangerie in einen Stall für die königlichen Reitpferde umwandeln. Die Orangenbäume erhielten einen neuen Platz in einem Glashaus im Marlygarten.
Seine heutige Gestalt erhielt der Marstall im Jahr 1746 im Auftrag Friedrichs des Großen nach Hofbaumeister Georg Wenzeslaus von Knobelsdorff durch den Architekten Andreas Krüger, die das Gebäude umbauten, unter Fortführung der repetitiven Fensterarkaden nach Westen auf 33 Achsen verlängerten und die lange Schauseite mit einem zweiten Sandstein-Risaliten akzentuierten. Die Attiken der Risalitenportale und der zwei Seitenportale wurden mit bewegten monumentalen antikischen Pferdebändiger- und Reiterskulpturen des Bildhauers Friedrich Christian Glume verziert und die Portale wurden mit rustizierten Halbsäulenvorlagen umrahmt und mit Büsten und Maskenschlusssteinen geschmückt. 1895 wurde die schlichte Rückfassade verändert. Nach dem Ende der Monarchie 1918 wurde der nun nutzlos gewordene Marstall im Jahr 1922 zum Garnisonmuseum umfunktioniert.
Im Zweiten Weltkrieg wurde das Gebäude ab 1939 Dienstsitz der Chiffrierstelle der Luftwaffe (OKL/Chi). Wenige Jahre später wurde es vor allem am Dach und an den Pferdeskulpturen schwer beschädigt, konnte durch die geplante Einrichtung eines Filmmuseums in den 1960er Jahren aber vor dem Abriss bewahrt werden. Nach der Restaurierung zwischen 1977 und 1980 erfolgte 1981 die Eröffnung des Filmmuseums Potsdam. Zuletzt wurde der Marstall, in dem sich seit 2003 auch eine Gaststätte befindet, im Jahr 2014 saniert.